# Liberdade (Santarém)
Liberdade é um bairro da cidade brasileira de Santarém.
Está localizado na zona oeste, próximo ao centro lá se encontra o "Amazon Park Hotel".